# Anarchia
Anarchia (stgr. ἀναρχία – „bez władcy”) – forma struktury społeczno-politycznej, w której nie ma żadnej ukonstytuowanej władzy, ani nie obowiązują żadne normy prawne.
W rozumieniu politycznym (w anarchizmie) to taka struktura, w której państwo zostaje zastąpione przez nieprzymusową i niescentralizowaną organizację społeczeństwa (np. federację autonomicznych miejscowości).
W rozumieniu potocznym anarchia to pojęcie określające:
- rozkład lub niedowład struktur lub instytucji państwa niezależnie od ich przyczyn;
- chaos organizacyjny w instytucji, organizacji lub społeczności.